# Johann Zimmermann (Holzstecher)
Johann Zimmermann (geboren 1749 in Oberflachs in der Schweiz; gestorben 1804) war ein Schweizer Graveur und Holzstecher. Seine Künstlersignatur schrieb er auf seine Stiche mit vollem Namen, nur mit dem Buchstaben Z oder auch Zimmermännli.
Er heiratete Katharina Thurni von Köniz; das Ehepaar ließ zwischen 1778 und 1785 in Bern vier Kinder taufen.
„Die Familie wohnte jedoch ausserhalb der Stadt, vermutlich in Wabern“.
Bisher wurden Holzschnitte Zimmermanns in dem in Bern erschienenen Historischen Kalender oder der hinkende Bot bekannt; in der Ausgabe von 1776 sowie als Titelvignette für den „Berner hinkenden Boten“ auf das Jahr 1786 oder 1804.